# Rivière Achepabanca Nord-Est
Rivière Achepabanca Nord-Est är ett vattendrag i Kanada.   Det ligger i provinsen Québec, i den sydöstra delen av landet, 400 km norr om huvudstaden Ottawa.
I omgivningarna runt Rivière Achepabanca Nord-Est växer i huvudsak blandskog. Trakten runt Rivière Achepabanca Nord-Est är nära nog obefolkad, med mindre än två invånare per kvadratkilometer.